# Ann Cryer
Constance Ann Cryer, född 14 december 1939, är en brittisk Labourpolitiker. Hon var parlamentsledamot för valkretsen Keighley från 1997 till 2010. Hennes son John Cryer är också parlamentsledamot, liksom hennes nu avlidne man Bob Cryer var.
Hon har ofta röstat mot Tony Blairs regering, anses vara EU-skeptisk och förespråkar kärnvapenavrustning. Hon är medlem av Socialist Campaign Group.